# Yumi
Lo yumi (弓?), anche wakyū (和弓?), è l'arco in uso presso le antiche popolazioni del Giappone. Caratteristiche tipiche dello yumi sono le dimensioni ragguardevoli (nella variante "lunga", l'arma supera abbondantemente i 2 metri di lunghezza), la forma asimmetrica (la parte superiore rispetto all'impugnatura è più lunga della parte inferiore) e la composizione in lamine di legno.
Le frecce (矢?, ya) utilizzate sono tradizionalmente ottenute dal bambù.
Lo yumi può essere di due tipi:
- daikyū, lungo, per l'arciere appiedato;
- hankyū (半弓?), corto, per l'arciere a cavallo.

Per ciascun tipo vi è una specifica arte marziale: il kyūdō per l'arco lungo e lo yabusame per il tiro da cavallo.

## Storia
Fatta salva la diffusione in epoca preistorica nelle isole dell'Arcipelago giapponese di tipi di arco primitivi, lo sviluppo nel Sol Levante di un arco precipuo risale ai primi secoli dell'Era Cristiana. La prima attestazione artistica dell'esistenza dello yumi data infatti al Periodo Yayoi (500 a.C.-300 d.C.). Nel XII secolo l'uso dello yumi divenne un requisito fondamentale per i membri della classe guerriera dei samurai e l'insegnamento venne codificato per tramite della prima scuola nota di kyujutsu per l'uso del daikyū, la Henmi-ryū cui fece poi seguito, dopo la Guerra Genpei (1180–1185) la codifica di una scuola specializzata nell'insegnamento del tiro con l'arco in sella, lo yabusame, segnando così il solco di demarcazione tra l'arco lungo daikyū della fanteria e l'arco corto hankyū della cavalleria.

## Costruzione

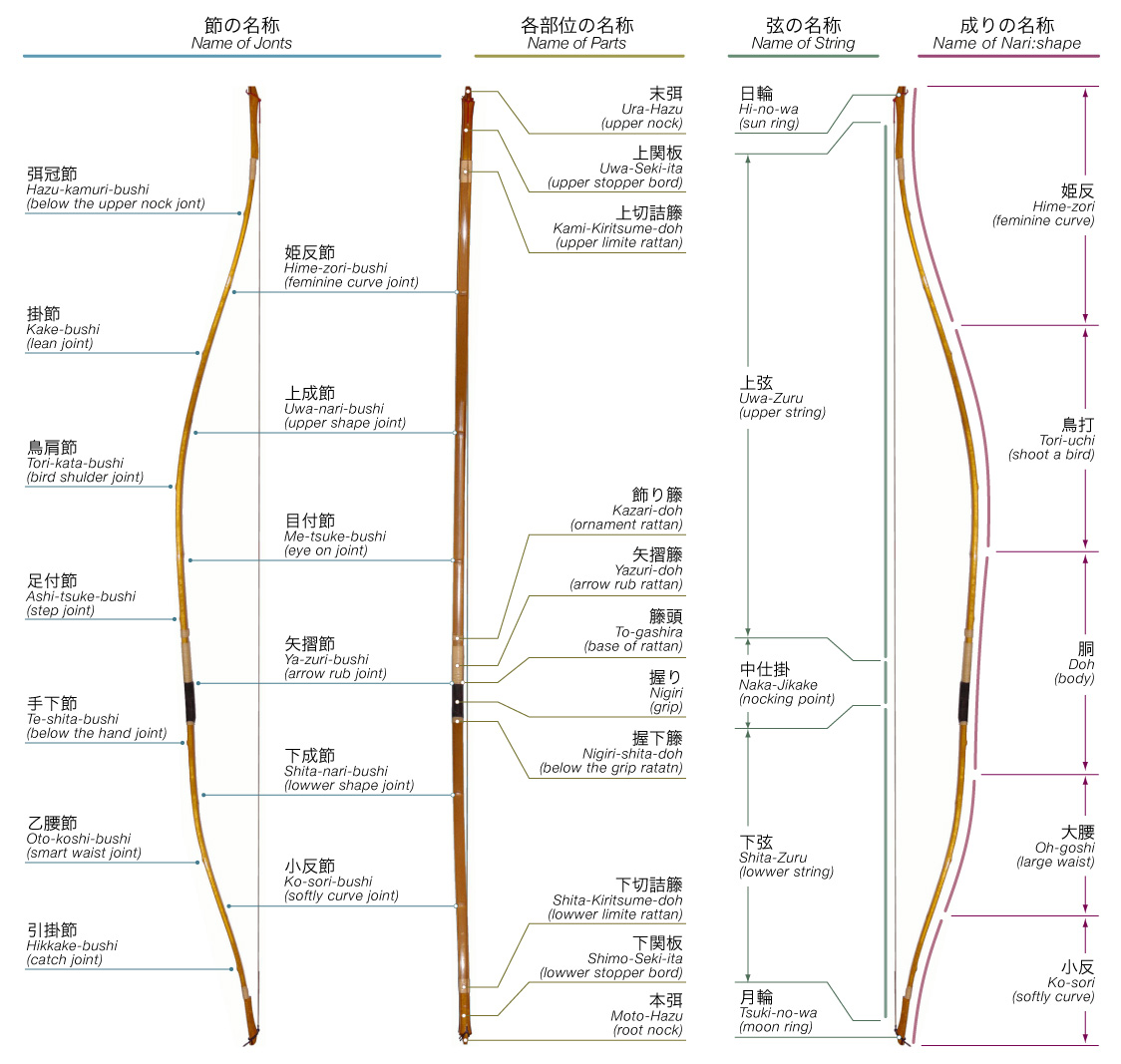
Le parti che compongono lo yumi

[...]

### Dimensioni
Le dimensioni dello yumi sono parametrate all'altezza dell'arciere.
| Altezza arciere | Lunghezza Freccia | Lunghezza Arco        |
| --------------- | ----------------- | --------------------- |
| < 150 cm        | < 85 cm           | Sansun-zume (212 cm)  |
| 150–165 cm      | 85–90 cm          | Namisun (221 cm)      |
| 165–180 cm      | 90–100 cm         | Nisun-nobi (227 cm)   |
| 180–195 cm      | 100–105 cm        | Yonsun-nobi (233 cm)  |
| 195–205 cm      | 105–110 cm        | Rokusun-nobi (239 cm) |
| > 205 cm        | > 110 cm          | Hassun-nobi (245 cm)  |

## Cultura

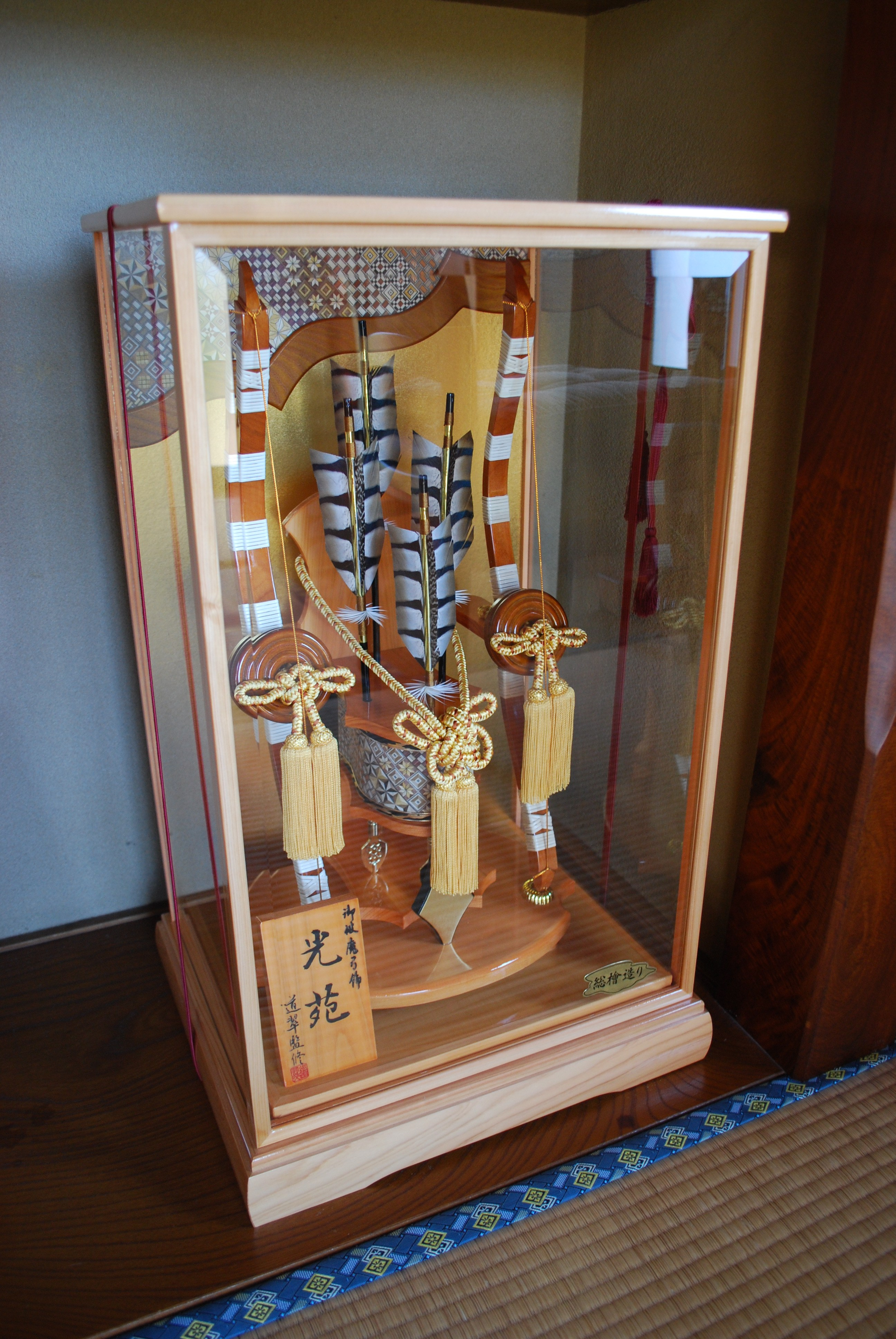
L'arco sacro "Hama Yumi", conservato con le frecce "Hama Ya"

L'importanza fondamentale dell'arco nella cultura del Giappone feudale (superiore anche a quella della spada) ne ha fatto uno degli strumenti simbolo della civiltà nipponica. Ad oggi, in Giappone esistono tre "Archi Sacri" gelosamente custoditi: Azusa Yumi, Hama Yumi (utilizzato per rituali di purificazione sia buddisti sia scintoisti) e Shigehto Yumi.